# Saint-Romain-le-Noble
Saint-Romain-le-Noble é uma comuna francesa na região administrativa da Nova Aquitânia, no departamento Lot-et-Garonne. Estende-se por uma área de 8,43 km². Em 2010 a comuna tinha 409 habitantes (densidade: 48,5 hab./km²).